# هونتينغتون (دائرة انتخابية في المملكة المتحدة)
هونتينغتون (بالإنجليزية: Huntingdon)‏ هي إحدى الدوائر الانتخابية في المملكة المتحدة الممثلة في مجلس العموم في برلمان المملكة المتحدة.
عضو البرلمان الذي يمثلها حالياً هو :Mr Jonathan Djanogly (Con).